# Perlohmannia altaica
Perlohmannia altaica är en kvalsterart som beskrevs av Grishina 1968. Perlohmannia altaica ingår i släktet Perlohmannia och familjen Perlohmaniidae. Inga underarter finns listade i Catalogue of Life.